# Valdagno

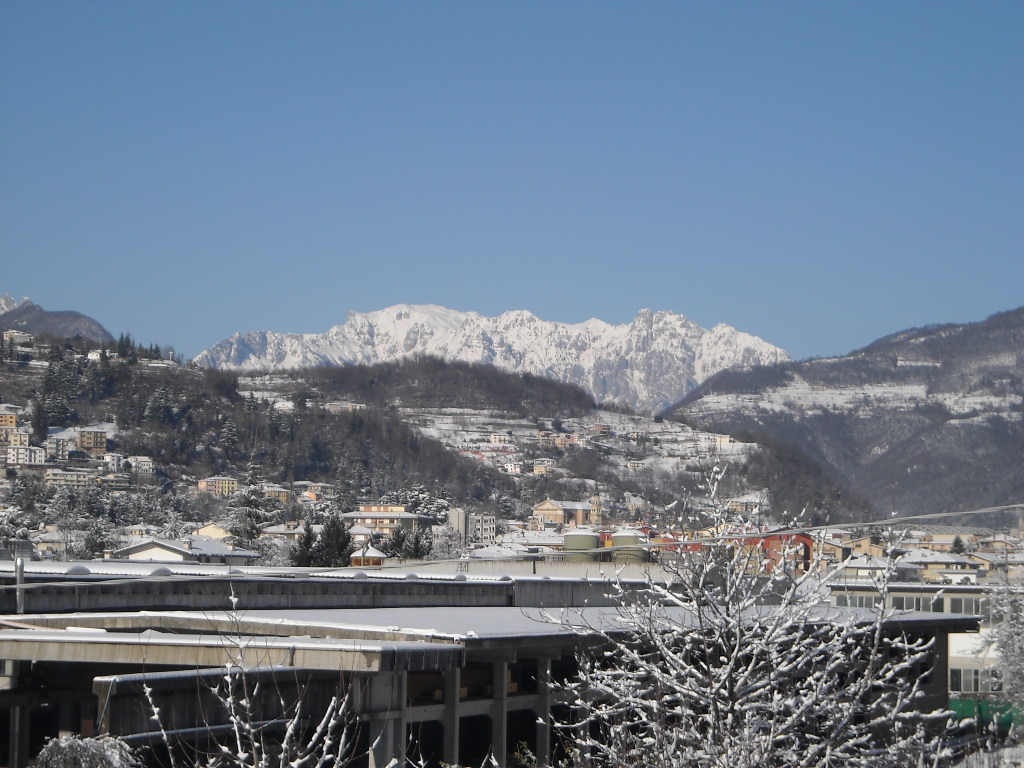
Valdagno mit dem Pasubio im Hintergrund

Valdagno ist eine nordostitalienische Stadt und Gemeinde (comune) mit 25.780 Einwohnern (Stand 31. Dezember 2023) in der Provinz Vicenza in der Region Venetien. Der Ort liegt etwa 25 Kilometer nordwestlich von Vicenza.
Der Name des Ortes bezeichnet das Tal (Valle) des Flusses Amnius bzw. Agno oder der Erlen (lat. alnus).

## Geschichte
861 wird der Ort gegründet. Die erstmalige urkundliche Erwähnung des Namens reicht in das Jahr 1179 zurück, als der Ort als Lehen vom Bischof von Vicenza an die Familie Trissino vergeben wurde. Von 1291 bis 1340 unterstand der Ort der Republik Venedig, dann Bernabò Visconti von Mailand,  1404 bis 1797, als angesichts der Drohungen Napoleons die Republik Venedig sich selbst auflöste, war Valdagno venezianisch. Zu Beginn des 19. Jahrhunderts stand der Ort unter französischer und österreichischer Herrschaft und gehörte ab 1866 zum Königreich Italien.
Seit 1956 besitzt die Stadt eine eigene Bibliothek, die Biblioteca civica Villa Valle, heute mit Sitz im Palast Villa Valle.

## Persönlichkeiten
- Domenico De’ Paoli (1894–1984), Musikwissenschaftler, Musikkritiker und Komponist
- Vittorio Marzotto (1922–1999), Autorennfahrer, Politiker und Unternehmer
- Agostino Cacciavillan (1926–2022), Kurienkardinal
- Gianni Marzotto (1928–2012),  Autorennfahrer und Unternehmer
- Paolo Marzotto (1930–2020), Unternehmer und Autorennfahrer
- Roberto Anzolin (1938–2017), Fußballtorwart
- Erika Stefani (* 1970), Politikerin
- Martina Dogana (* 1979), Triathletin
- Paolo Zanetti (* 1982), Fußballspieler
- Alessandro Fongaro (* 1991), Jazzmusiker
- Manuel Lazzari (* 1993), Fußballspieler
- Martin Boakye (* 1995), italienisch-ghanaischer Fußballspieler
- Alberto Bruttomesso (* 2003), Radrennfahrer

## Städtepartnerschaft
- Prien am Chiemsee, Bayern